# Pesa pubblica

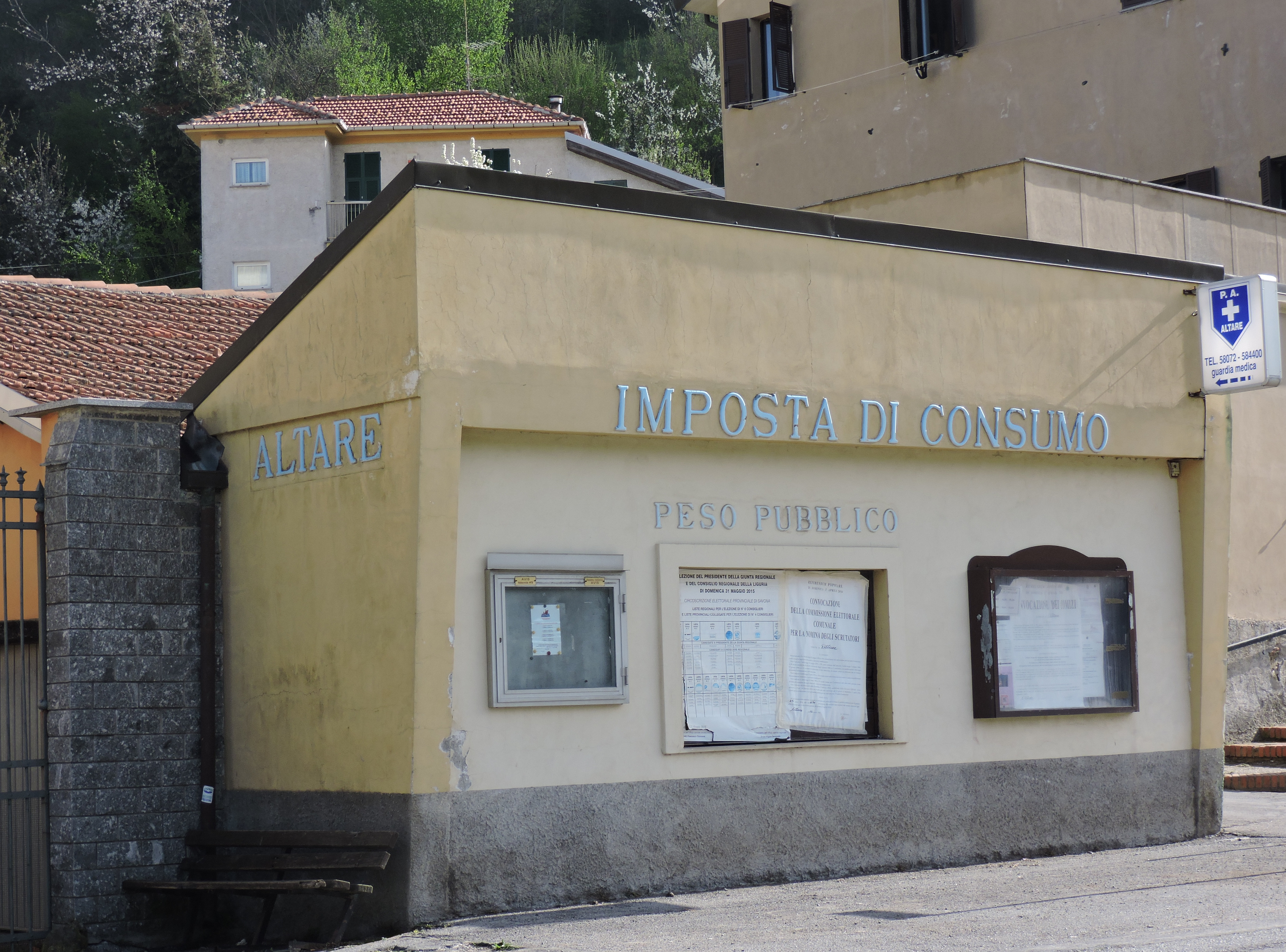
Peso pubblico all'ingresso del centro storico di Altare.

Una pesa pubblica, meno comunemente peso pubblico, è un'infrastruttura che ospita una bilancia destinata a misurare la massa di veicoli ed altri oggetti di grandi dimensioni. 

## Collocazione e utilizzo
Le pese pubbliche sono collocate generalmente in prossimità del centro di un paese oppure di una stazione, di un ufficio postale o di un mercato. Consentono di determinare la massa di un veicolo stradale, ad esempio nel caso in cui esso debba percorrere un tratto in cui vi sono limitazioni alla massa dei mezzi in transito, o di grossi animali quali suini o bovini destinati ad essere venduti ad un prezzo stabilito in base alla loro massa.
Vengono usati principalmente in ambito commerciale e trasportistico per determinare la massa delle merci e/o la tara di un veicolo. Il loro utilizzo è di solito soggetto a una specifica regolamentazione comunale e a tariffe predefinite.
Questi esercizi hanno, in parecchi casi, orientato i ristoratori o gli albergatori di esercizi circostanti a scegliere nomi legati alla presenza della pesa, come ad esempio Auberge du poids public o Trattoria del peso.

## Storia
In Francia la maggior parte dei pesi pubblici vennero installati all'inizio del XX secolo e sono poi progressivamente caduti in disuso nella seconda parte del secolo; alcuni di essi sono entrati a far parte del patrimonio culturale nazionale. La gestione dei siti dove sono collocati è in carico alla Direction régionale de l'Industrie, de la Recherche et de l'Environnement (DRIRE). 
In Italia in passato le pese pubbliche servivano tra l'altro per determinare il dazio che le merci dovevano pagare per entrare in un determinato territorio.

## Galleria d'immagini

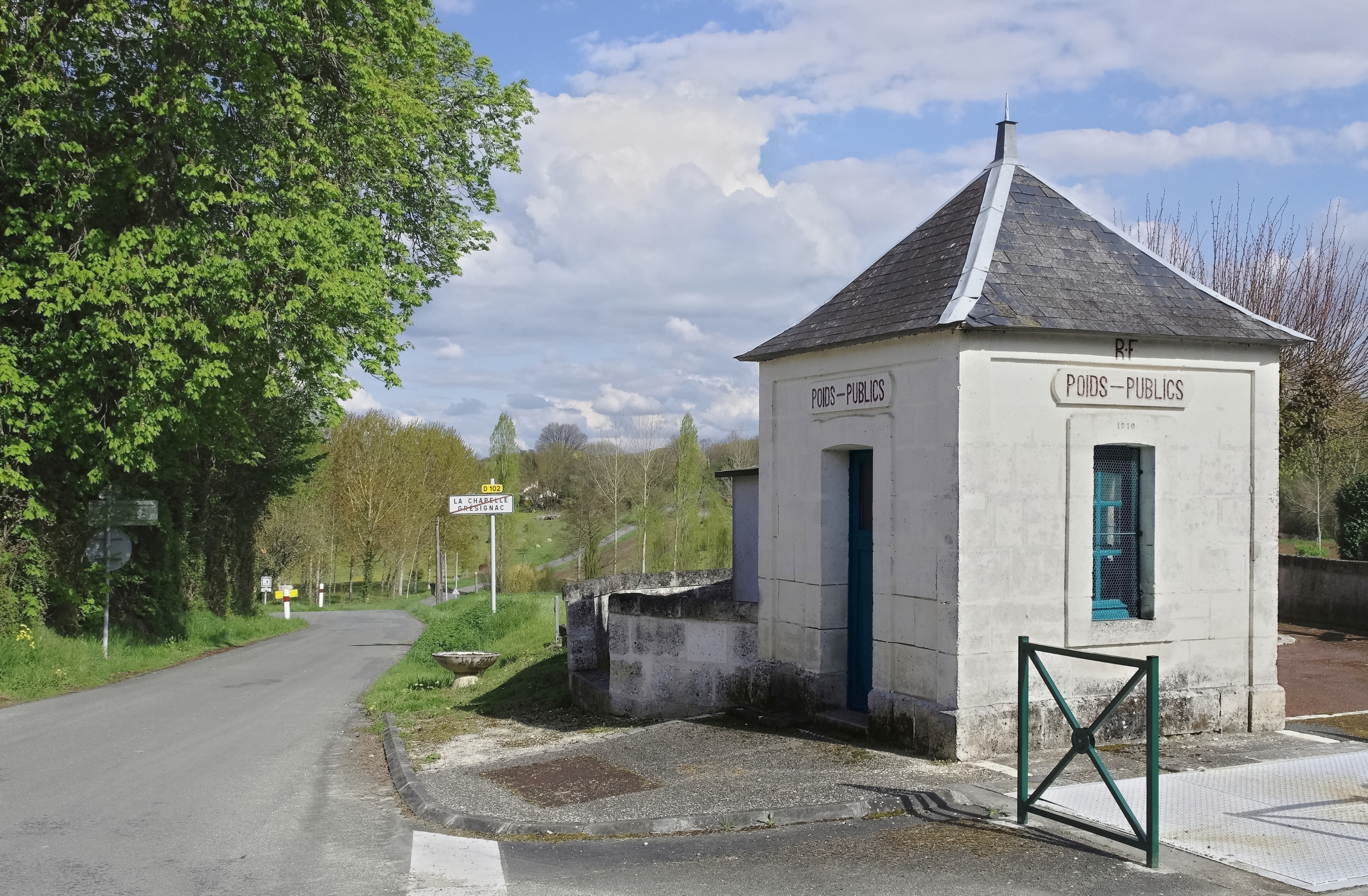
La pesa pubblica di La Chapelle-Grésignac (Francia)
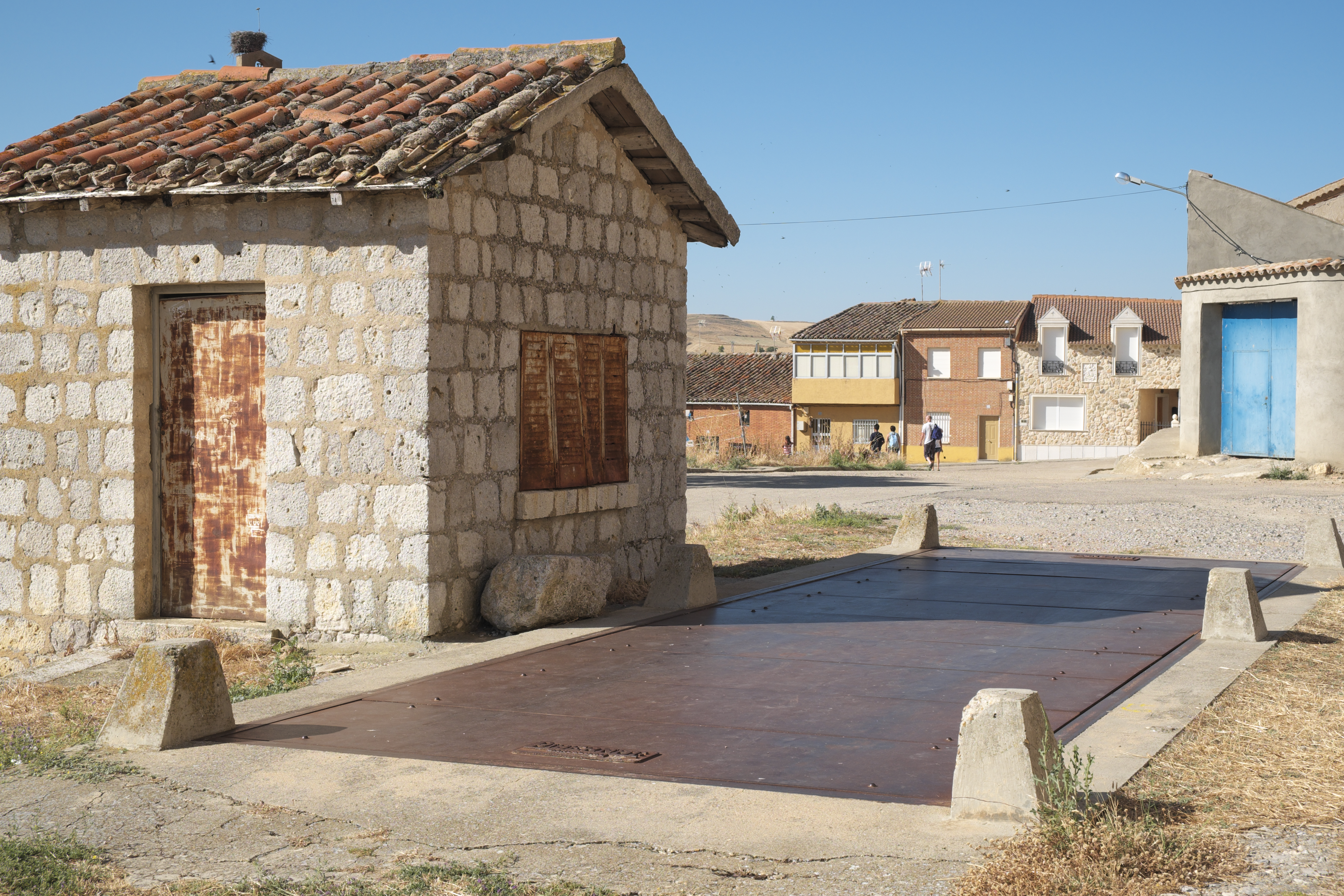
Pesa pubblica a Torrelobatón (prov. di Valladolid, Spagna)
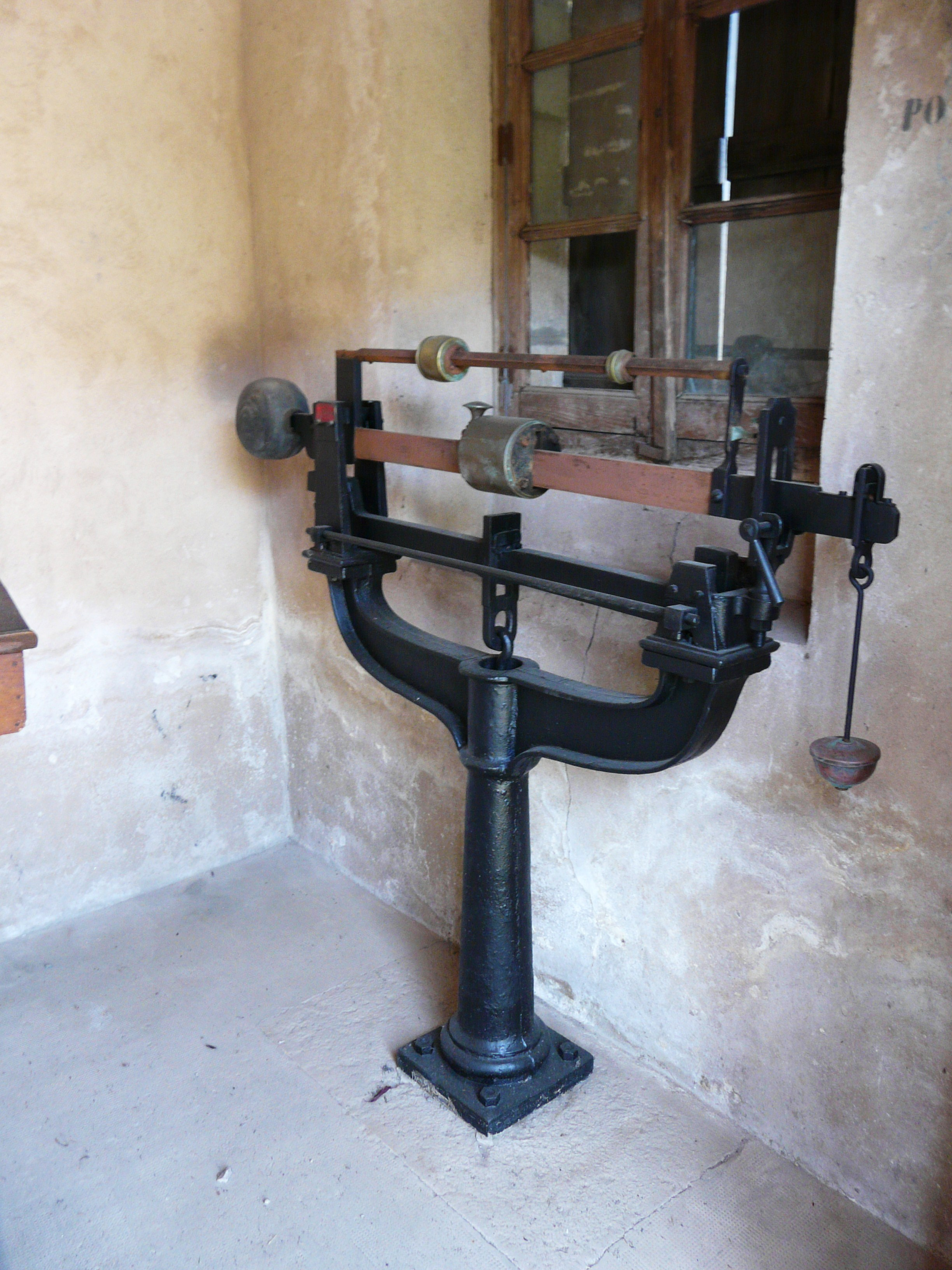
Bilancia all'interno della pesa di Villac (Francia)
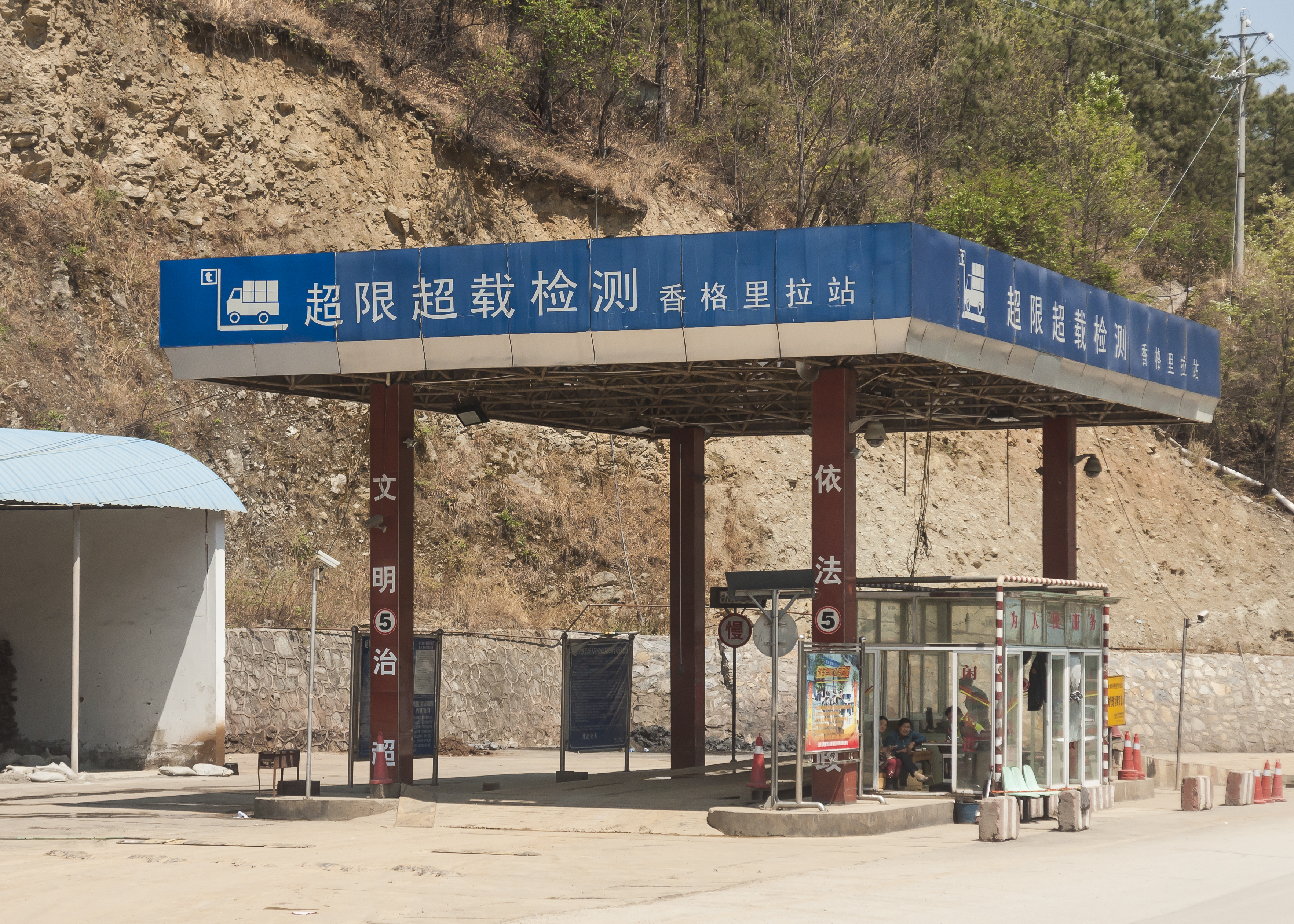
Pesa pubblica nello Yunnan (Cina)
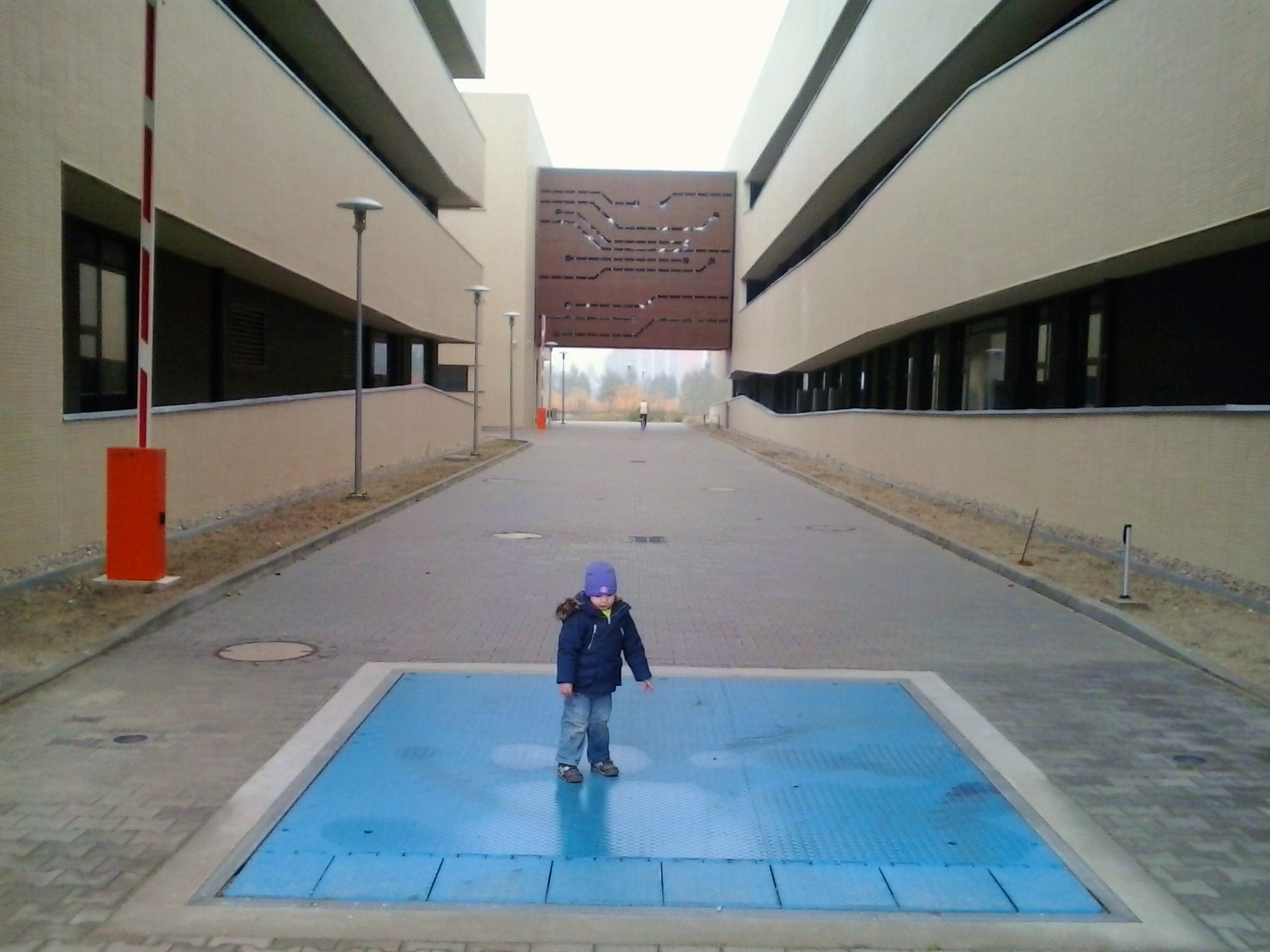
Pesa di recente costruzione a Poznań (Polonia)